# Stangersita
La stangersita és un mineral de la classe dels sulfurs. Rep el nom pels seus components químics: estany, germani i sofre.

## Característiques
La stangersita és un sulfur de fórmula química SnGeS₃. Es tracta d'una espècie aprovada per l'Associació Mineralògica Internacional, i publicada per primera vegada el 2020. Cristal·litza en el sistema monoclínic. La seva duresa a l'escala de Mohs és 2. És l'anàleg químic de l'ottemannita.
L'exemplar que va servir per a determinar l'espècie, el que es coneix com a material tipus, es troba conservat a les col·leccions del departament de mineralogia i petrologia del Museu Nacional de Praga, a la República Txeca, amb el número de catàleg: p1p 8/2000.

## Formació i jaciments
Va ser descoberta a la República Txeca, concretament a la mina de carbó Kateřina, situada a la localitat de Radvanice, dins el districte de Trutnov (regió de Hradec Králové), on es troba en forma de cristalls aciculars ben formats, aplanats, amb una secció transversal de 2-5 × 20-40 μm i fins a 1 cm de longitud. Es tracta de l'únic indret de tot el planeta on ha estat descrita aquesta espècie mineral.